# 孤将
『孤将』(こしょう）は、韓国の作家金薫（キム・フン）によって書かれた歴史小説の日本語版。原題は『刀の詩（칼의 노래）』で、これは韓国のTVドラマ『不滅の李舜臣』の原作でもあった。翻訳は北朝鮮拉致被害者で翻訳家となった蓮池薫の手による。
原書は韓国で50万部を超えるベストセラーとなり、金薫はこの作品で2001年に東仁文学賞を受賞した。

## 概要
主人公の李舜臣の観点で描かれる、1人称小説。豊臣秀吉による壬辰倭乱（文禄・慶長の役）で、1598年までの2年間、巧みな戦術と新兵器・亀甲船で戦国武将の前に立ちはだかった李舜臣の姿を描いている。また彼の敵は眼前の日本軍だけではなく、無能な同僚、浮世離れした王、傲慢で頼りにならぬ明軍でもあった。救国の英雄として語り継がれる将軍の孤独と苦悩を描く歴史長篇である。